# Rho (město)
Rho (v milánském dialektu Rò) je italské město v metropolitní město Milán v oblasti Lombardie.
Město je důležitým železničním uzlem, nachází se na křižovatce tras Milán–Novara a Milán–Varese–Porto Ceresio. Je také střediskem průmyslu s chemickou atextilní výrobou. Nejvýznamnějšími památkami jsou Santuario (svatyně) a kostel San Vittore.

## Sousední obce
Arese, Cornaredo, Lainate, Milán, Pero, Pogliano Milanese, Pregnana Milanese, Settimo Milanese

## Vývoj počtu obyvatel
Počet obyvatel